# Nectadamas richardi
Nectadamas richardi är en nässeldjursart som beskrevs av Grace Odel Pugh 1992. Nectadamas richardi ingår i släktet Nectadamas och familjen Prayidae. Inga underarter finns listade i Catalogue of Life.